# Кузин, Денис Валерьевич
Денис Валерьевич Кузин — казахстанский конькобежец. Участник 4х Олимпийских игр 2010, 2014, 2018, 2022. чемпион Азиатских игр 2011 на 1500 м. Чемпион мира 2013 года на дистанции 1000 м. Чемпион 4-х континентов 2021 год  Заслуженный мастер спорта Республики Казахстан

## Биография
В конькобежный спорт Дениса привела родная бабушка, Светлана Григорьевна Карайченцева, которая после смерти его родителей воспитывала будущего чемпиона Мира.
В 1998 году начал заниматься у Н. П. Пастушенко.
С 2006-го — в группе П. П. Пастушенко.
В 2007 году отобрался на Чемпионат мира среди юниоров, с этого времени — в составе сборной РК. В 2009 году участвовал во Всемирной универсиаде, где занял 4-е и 6-е места.
В Кубке мира дебютировал в сезоне 2008/2009.
На Олимпийских играх 2010 года в Ванкувере участвовал на двух дистанциях, стал 23-м на 1500 и 1000 метров.
На Олимпийских играх 2014 года в Сочи участвовал так же на двух дистанциях 1000 метров 7 место, 1500 метров 9.
В 2011 году на Зимних Азиатских играх в Астане стал чемпионом на дистанции 1500 метров.
Двукратный Чемпион РК по классическому многоборью, пятнадцатикратный чемпион Казахстана.
Чемпион мира 2013 года на дистанции 1000 метров.
В 2018 году Денис Кузин будет представлять Казахстан на зимних Олимпийских играх в Пхёнчхане, на дистанциях 1000 и 1500 метров.

## Личная жизнь
Дочь — Ксения (2010 г.р.).
Сын - Кузин Богдан (2019)
Супруга - Кузина Лина Александровна (брак 08.04.2018)